# Nguyễn Khánh Toàn
Giáo sư, Viện sĩ Nguyễn Khánh Toàn (1905-1993) là một nhà giáo, nhà khoa học Việt Nam. Ông đã đóng góp nhiều công sức xây dựng nền Giáo dục Việt Nam và nền Khoa học Xã hội Việt Nam từ sau Cách mạng tháng Tám năm 1945 đến năm 1982.

## Tiểu sử
Nguyễn Khánh Toàn sinh ngày 1 tháng 8 năm 1905 tại thành phố Vinh, tỉnh Nghệ An trong một gia đình công chức nghèo. Quê gốc làng Thanh Lương, phường Hương Xuân, Thị xã Hương Trà, tỉnh Thừa Thiên Huế. 
- Năm 1926, vì những hoạt động chống Pháp, mặc dù học rất giỏi nhưng sau khi tốt nghiệp Trường Cao đẳng Sư phạm Đông Dương, ông không được bổ nhiệm làm việc ở bất cứ một trường công nào.
- Cùng năm đó, ông đứng ra làm chủ nhiệm, kiêm chủ bút tờ "Le Nhà quê". Mới ra được số đầu thì bị thống đốc Nam Kỳ ra lệnh đình chỉ và bắt giam.
- Năm 1927, ông bị xử án treo. Sau đó luật sư Phan Văn Trường mời ông làm chủ bút báo L'Annam nhưng cũng bị xử 2 tháng án treo.
- Năm 1928, Nguyễn Khánh Toàn đệ đơn lên Thống đốc Trung Kỳ xin đi Pháp.
- Năm 1929, ông sang học tại Trường Đảng Liên Xô theo giới thiệu của Đảng Cộng sản Pháp.
- Năm 1930, Quốc tế Cộng sản giới thiệu ông làm nghiên cứu sinh sử học với đề tài "Chiến tranh nông dân ở Đông Dương vào thế kỷ XVIII - Khởi nghĩa Tây Sơn" và nhận học vị tiến sĩ tại Khoa Sử, Đại học Phương Đông (Liên Xô). Do có những đóng góp tích cực, ông đã được Quốc tế Cộng sản giao trọng trách là Phó Ban Đông Dương.
- Năm 1939, ông được điều động về Trung Quốc hoạt động với nhóm Cộng sản Việt Nam ở Diên An. Tại đây ông tham gia giảng dạy Khoa Lịch sử cách mạng thế giới và Khoa tiếng Nga với bí danh Hoàng Chính Quang
- Năm 1946, ông được bổ nhiệm làm Thứ trưởng Bộ Giáo dục.
- Năm 1960, ông được cử làm Phó chủ nhiệm Ủy ban Khoa học Nhà nước.
- Từ năm 1965 đến năm 1982, sau khi Ban Khoa học Xã hội tách khỏi Ủy ban Khoa học Nhà nước để đổi thành Viện Khoa học Xã hội rồi Ủy ban Khoa học Xã hội (nay là Viện Khoa học Xã hội Việt Nam), ông được bổ nhiệm làm Chủ nhiệm cơ quan nghiên cứu khoa học này cho đến ngày nghỉ hưu.
- Ông là Ủy viên Dự khuyết Ban Chấp hành Trung ương Đảng khóa III (1960 - 1976), đại biểu Quốc hội các khóa II và III (1960 - 1971).
- Ông từng là Chủ tịch Hội đồng chỉ đạo nghiên cứu, phiên dịch và xuất bản Đại Việt sử ký toàn thư
- Ông được bầu làm viện sĩ nước ngoài Viện Hàn lâm Khoa học Liên Xô và Viện Hàn lâm Khoa học CHDC Đức.
- Ông mất ngày 9 tháng 12 năm 1993, hưởng thọ 88 tuổi. Nơi an nghỉ cuối cùng tại Nghĩa trang Mai Dịch.
- Năm 1996, Ông được Chính phủ truy tặng Giải thưởng Hồ Chí Minh về khoa học cho "Cụm những công trình thuộc lĩnh vực sử học, trong đó nổi bật 2 cuốn: Vài nhận xét về thời kỳ cuối nhà Lê đến nhà Nguyễn Gia Long (1954) và Vấn đề dân tộc trong cách mạng vô sản (1960)
- Năm 2008, ông được Nhà nước truy tặng Huân chương Sao Vàng [1]

## Đóng góp
- "Giáo sư, Viện sĩ Nguyễn Khánh Toàn là linh hồn của cải cách giáo dục lần thứ nhất (1950) và cải cách giáo dục lần thứ hai (1960)..., kiến trúc sư những thắng lợi trong giai đoạn đầu của sự nghiệp giáo dục cách mạng ở nước ta". (Nhận xét của Giáo sư Nguyễn Cảnh Toàn).
- Theo Giáo sư, Viện sĩ Nguyễn Duy Quý: "Phương pháp luận nghiên cứu mác xít của Giáo sư, Viện sĩ Nguyễn Khánh Toàn đã trở thành một mẫu mực để các nhà nghiên cứu khoa học xã hội - nhân văn ở nước ta thuộc các thế hệ học tập, noi theo".
- Giáo sư Nguyễn Khánh Toàn là một trong những người đầu tiên đề xuất nghiên cứu Tư tưởng Hồ Chí Minh.[2]
- Nói, viết thông thạo các thứ tiếng Pháp, Nga, Anh, Trung, GS. Nguyễn Khánh Toàn là một tấm gương sáng cho cán bộ khoa học trong việc học tập ngoại ngữ và sử dụng ngoại ngữ như một điều kiện thiết yếu để mở rộng tầm hiểu biết trong nghiên cứu khoa học.

## Tác phẩm
Ông là một học giả uyên thâm với kiến thức vừa bao quát, vừa chuyên sâu trong các lĩnh vực Sử học, Văn học, Triết học, Ngôn ngữ học, Dân tộc học, Luật học, Giáo dục học, và có vốn hiểu biết phong phú về văn hóa phương Đông cũng như phương Tây. Ông đã chỉ đạo biên soạn đề cương bộ:
- Lịch sử Việt Nam / Ủy ban Khoa học Xã hội Việt Nam. Hà Nội: Khoa học Xã hội, 1971-1989 (chủ biên)
- Lịch sử văn học Việt Nam (tập I, 1970, 1971, 1976 và 2004)
- Tổng tập văn học (trọn bộ 42 tập, 2000)
- Từ điển tiếng Việt
- Ngữ pháp tiếng Việt (1983)

Các công trình riêng:
- Vài nhận xét về thời kỳ từ cuối Lê đến đầu nhà Nguyễn Gia Long (1954)
- Đại cương về văn học sử Việt Nam (1954)
- Vấn đề dân tộc trong cách mạng vô sản (1960)
- Xung quanh một số vấn đề về văn học và giáo dục (1972)

Ngoài ra, Nguyễn Khánh Toàn đã có trên 500 bài viết bằng nhiều thứ tiếng được đăng tải trên các báo trong và ngoài nước.

## Danh hiệu Tôn vinh
- Giáo sư (1976)
- Huân chương Sao vàng [3]
- Giải thưởng Hồ Chí Minh
- Tên ông được đặt cho một trường trung học cơ sở tại Thị xã Hương Trà, tỉnh Thừa Thiên Huế[4] và một đường phố ở quận Cầu Giấy, Hà Nội, một đường phố ở phường An Cựu - Huế.
- 1961: Huân chương Kháng chiến chống Pháp hạng nhất. [5]
- 1984: Huân chương Kháng chiến chống Mỹ hạng nhất.[5]
- 1984: Huân chương Hồ Chí Minh, Huy hiệu 50 năm tuổi Đảng.[5]
- Huân chương hữu nghị giữa các dân tộc do Liên Xô tặng. [5]
- Huy chương 100 năm ngày sinh Lenin. [5]
- Huy chương của Nhà nước Cộng hòa Xã hội Chủ nghĩa Tiệp Khắc. [5]
- 1975: Viện sĩ Viện Hàn lâm khoa học Cộng hòa dân chủ Đức.[5]
- 1976: Viện sĩ Viện Hàn lâm khoa học Liên Xô [5]

## Gia đình
Vợ là bà Đào Ngọc Bích, kết hôn năm 1941 và có 3 người con: 2 gái, 1 trai.